# John Eaton (compositor)
John Eaton, (Bryn Mawr, Pensilvânia, 30 de março de 1935 – Nova Iorque, 2 de dezembro de 2015) foi um compositor americano.

## Óperas
- Ma Barker (escrita entre 1957-1958)
- Herakles (escrita em 1964; apresentada em 10 de Outubro de 1968 em Turin)
- Myshkin (apresentada em 23 de Abril de 1973 em Bloomington)
- The Lion and Androcles (escrita em 1973; apresentada em 1 de Maio de 1974 em Indianapolis)
- Danton and Robespierre (escrita em 1978; apresentada em 21 de Abril de 1978 em Bloomington)
- The Cry of Clytemnestra (escrita em 1979–80; apresentada em 1 de Março de 1980 em Bloomington)
- The Tempest (escrita em 1983–85; apresentada em 27 de Julho de 1985 em Santa Fé)
- The Reverend Jim Jones (escrita em 1989)
- Let's Get This Show on the Road (escrita em 1993)
- Golk (escrita em 1995)
- Antigone (escrita em 1999)
- ...inasmuch (escrita em 2002)
- King Lear (escrita em 2003–2004)